# Danke Deutschland
Danke Deutschland ist ein Lied von Sanja Trumbić aus dem Jahr 1992. Der deutschsprachige Text stammt von Teo Trumbić und beginnt mit den Zeilen „Danke Deutschland, meine Seele brennt! / Danke Deutschland, für das liebe Geschenk.“ Das von Đorđe Novković komponierte Lied mit einfacher deutscher Schlagermelodie wurde am 14. Januar 1992 im Abendprogramm von HRT vor bunter Kulisse vorgetragen. Damit sollte Deutschland für seine Rolle in der internationalen Anerkennung Kroatiens als unabhängiger Staat gedankt werden.
Nachdem am 25. Juni 1991 das kroatische Parlament für die Unabhängigkeit gestimmt hatte, drängte Deutschland unter Außenminister Hans-Dietrich Genscher auf eine rasche Anerkennung der kroatischen Staates. Auf einem Treffen Mitte Dezember 1991 einigten sich die Außenminister der Europäischen Gemeinschaft darauf, Slowenien und Kroatien bis Mitte Januar 1992 anzuerkennen.
Das Lied war in Kroatien nicht populär und wurde nur zweimal ausgestrahlt. Unter einigen kroatischen Intellektuellen und in Teilen der Öffentlichkeit galt das Lied als süßlicher Kitsch. Im serbischen Rundfunk und Fernsehen wurde das Lied des Öfteren zu Zwecken der Gegenpropaganda gesendet, um die Haltung Deutschlands zu Kroatien als vermeintliche Wiederbelebung des Nazi-Ustascha-Bündnisses herauszustellen. Im serbischen Fernsehen wurde das Lied zu Filmaufnahmen vom Empfang deutscher Truppen in Zagreb während des Zweiten Weltkriegs gezeigt.